# Alpena (Dacota do Sul)
Alpena é uma cidade  localizada no estado norte-americano de Dakota do Sul, no Condado de Jerauld.

## Demografia
Segundo o censo norte-americano de 2000, a sua população era de 265 habitantes. 
Em 2006, foi estimada uma população de 237, um decréscimo de 28 (-10.6%).

## Geografia
De acordo com o United States Census Bureau tem uma área de 
4,3 km², dos quais 4,3 km² cobertos por terra e 0,0 km² cobertos por água. Alpena localiza-se a aproximadamente 402 m acima do nível do mar.

## Localidades na vizinhança
O diagrama seguinte representa as localidades num raio de 24 km ao redor de Alpena. 